# Mythimna albiradiosa
Mythimna albiradiosa là một loài bướm đêm trong họ Noctuidae.